# Олд Вестбери (Њујорк)
Олд Вестбери (енгл. Old Westbury) град је у америчкој савезној држави Њујорк.

## Демографија
По попису из 2010. године број становника је 4.671, што је 443 (10,5%) становника више него 2000. године.
| Група             | 2000.         | 2010.         |
| Белци             | 2.771 (65,5%) | 2.950 (63,2%) |
| Афроамериканци    | 602 (14,2%)   | 746 (16,0%)   |
| Азијати           | 487 (11,5%)   | 576 (12,3%)   |
| Хиспаноамериканци | 302 (7,1%)    | 316 (6,8%)    |
| Укупно            | 4.228         | 4.671         |